# Konstantin Grcic
Pour l’article homonyme, voir Grčić.
Konstantin Grcic, né en 1965 à Munich, est un designer allemand. 

## Biographie
Après une formation dans la fabrication de meubles au Parnham College en Angleterre, Konstantin Grcic étudie le design au Royal College of Art de Londres de 1988 à 1990. Il y rencontre deux designers déterminants dans la suite de son travail : Jasper Morrison et Vico Magistretti. Après ces études, il rejoint le studio de Jasper Morrison puis fonde en 1991 sa propre structure à Munich : Konstantin Grcic, Industrial Design (KGID). Il y travaille aussi bien pour des éditeurs de design (Iittala, Magis, Moroso, Flos…) que pour des industriels (Krups, Whirlpool). Il intervient en 2014 pour Artek.

## Son œuvre
Influencé par Jasper Morrison dont il a été l'élève et pour qui il a travaillé, Grcic privilégie une approche fonctionnaliste du design : il qualifie son style de « actuel, faisable et concret. » La lampe May Day est emblématique de l'approche de Grcic. Son design est simple et élégant tout en répondant à un ensemble de besoins : elle peut être transportée, posée ou accrochée ; la poignée servant à la fois d'enrouleur pour le câble et de crochet pour la suspendre.
Ses créations ont un côté radical, brut. « Dans le champ des arts, j'aime le style radical, pur, direct, simple, pas simplement minimaliste. J'aime les artistes qui ont une certaine attitude et qui vont droit à l'essentiel comme Carl André, Ed Ruscha, Bruce Newman, Dan Flavin. » Il en résulte des créations comme le tabouret Miura aux lignes acérées ou la chaise Chair One en fonte d'aluminium qui est réduite à une structure linéaire et dépouillée.
Certaines des créations de Grcic font partie des collections du MoMA et du musée des arts décoratifs de Paris. Il a par ailleurs été récompensé par un Compas d'or pour la Lampe Mayday en  2001 et pour la chaise Myto en 2011.

## Principales réalisations

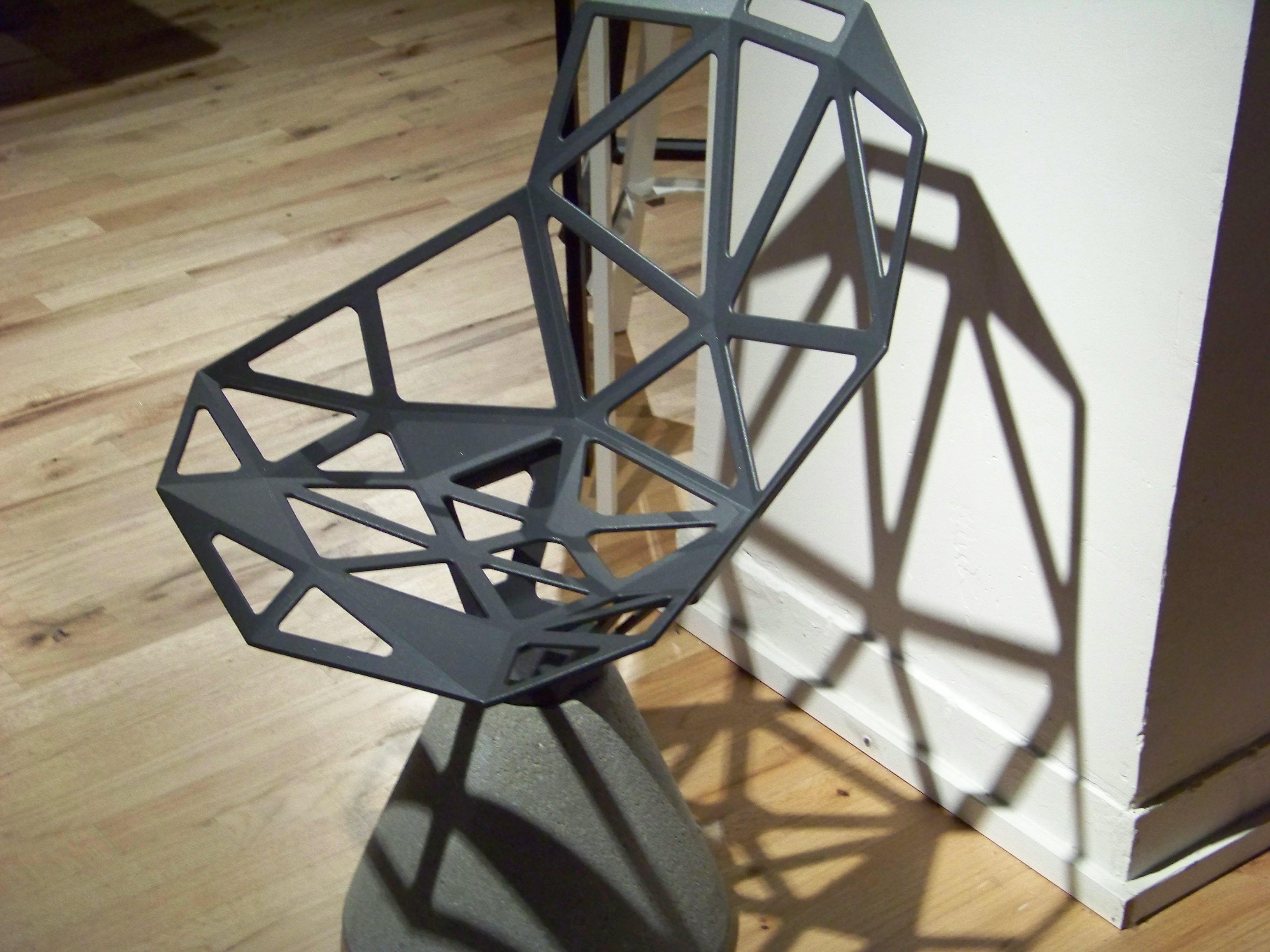
Chaise Chair One B

- Tables Mono (1995), SCP puis MUJI depuis 2003
- Lampe May Day (1998), Flos
- Chaise Chair One (2003), Magis
- Siège Osorom (2004), Moroso
- Tabouret Missing object, Kreo
- Tabouret Miura (2005), Planck
- Arts de la table  Passami il sale[8] (2007), SerafinoZani
- Chaise Myto (2007), Planck[7]